# Anjos Virtudes

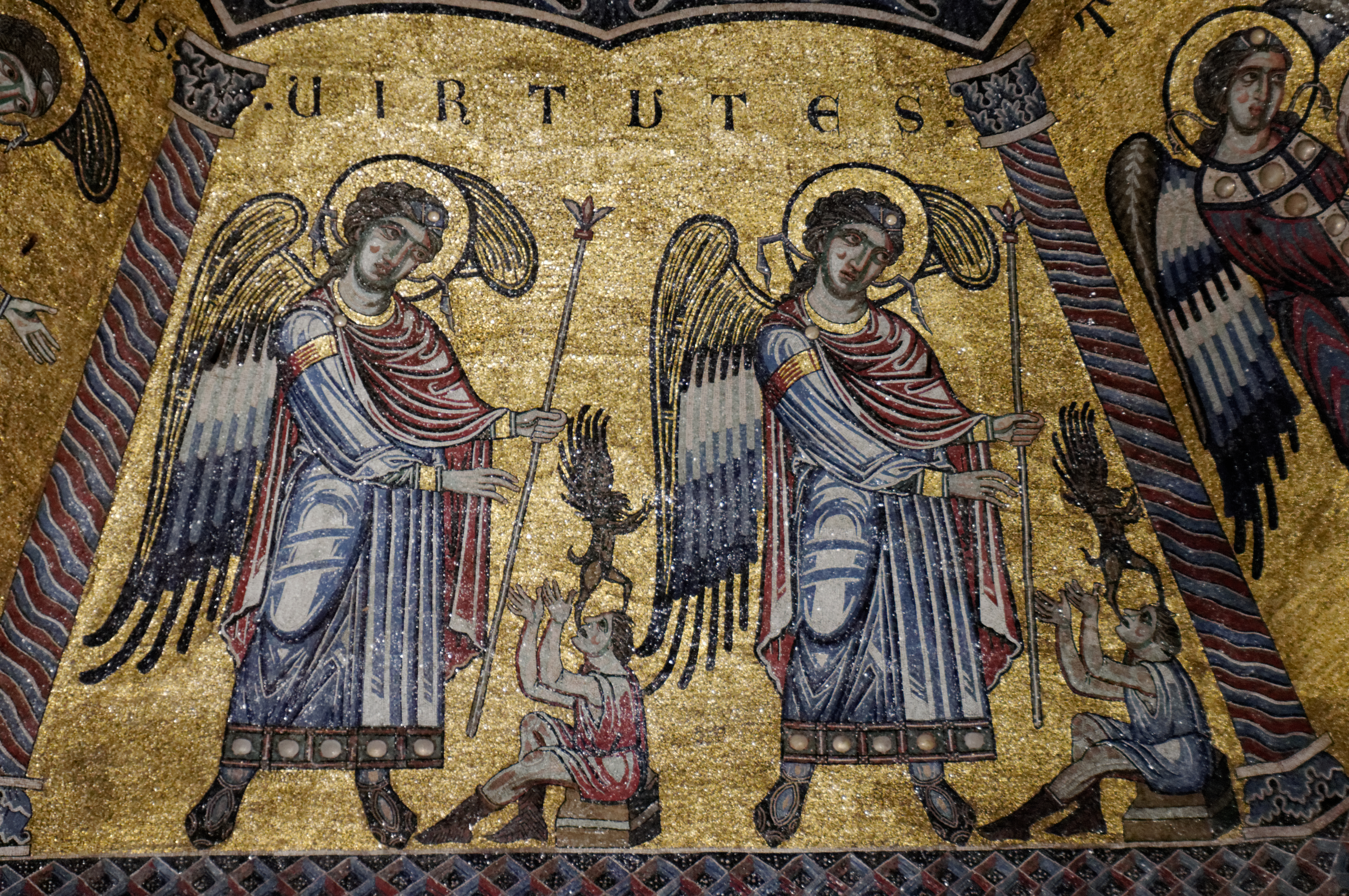
Anjos Virtudes em um Ícone

As Virtudes segundo os teólogos: Santo Tomás de Aquino e Pseudo-Dionísio Areopagita são umas dos noves tipos de anjos, eles são encarregados para eliminar os obstáculos colocados pelos demónios para atrapalhar as nações de conseguirem a entrada no paraíso, mantendo assim o equilíbrio divino.

## Segundo Pseudo-Dionísio

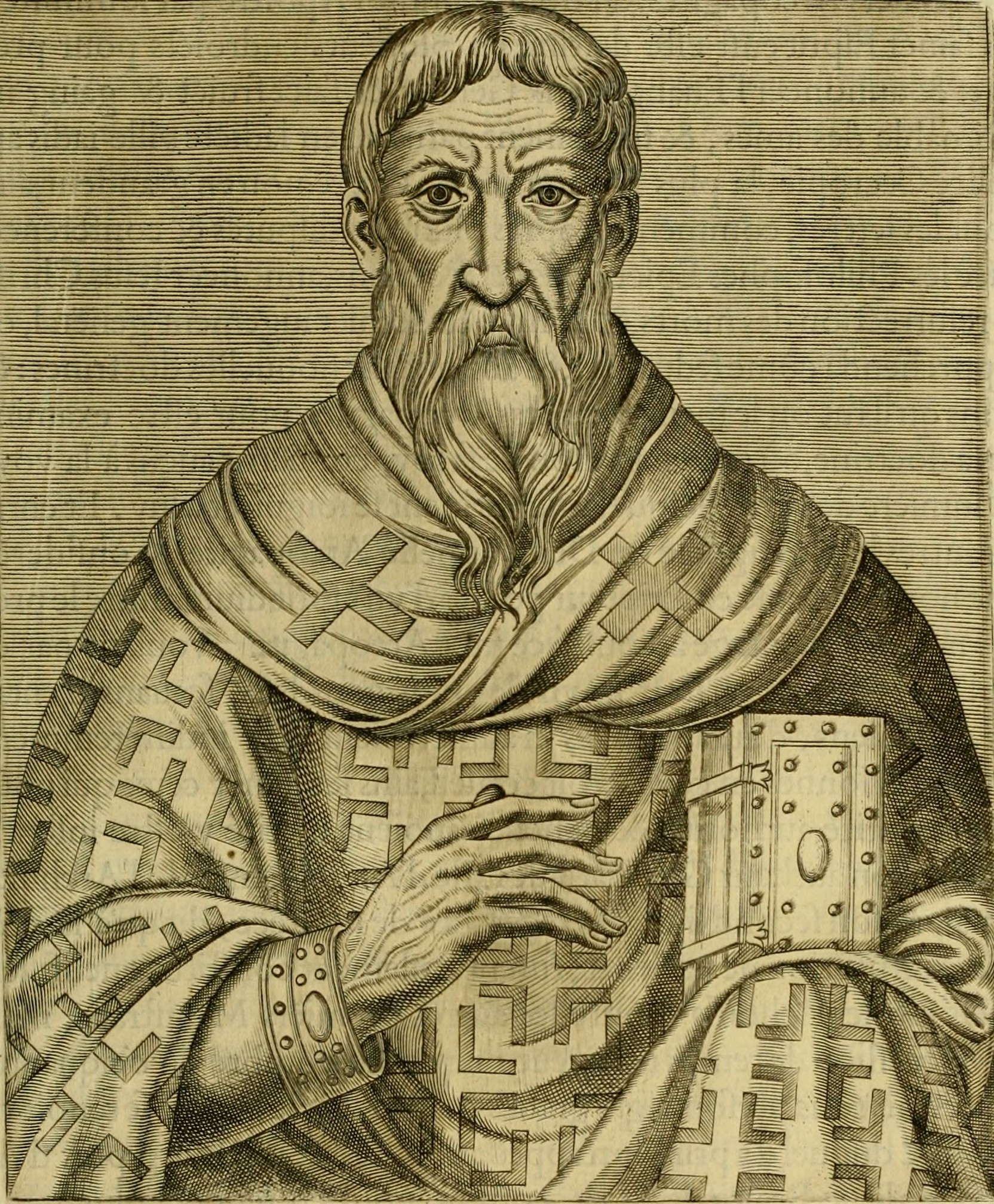
Ícone Pseudo-Dionísio

Na Obra Hierarquia Angelical no Capítulo 8, Pseudo-Dionísio escreve:
O nome das santas Virtudes expressa certa virilidade robusta e inabalável em todas as operações deiformes, virilidade que jamais enfraquece frouxamente em receber as ilustrações com que a tearquia as favorece, virilidade que tende com força para imitação da divindade e, invés de não corresponder com frouxidão ao movimento supremo, com os olhos sempre fixados na virtude suprassubstancial, efetuadora das virtudes, busca, com todo seu poder, reproduzir em imagem essa própria virtude, arquivirtude para onde ela se volta com ardor, ao mesmo tempo em que se espalha, à imitação da divindade, sobre os seres de nível inferior.
Santo Tomás de Aquino confirma essa hierarquia na sua obra Suma Teológica na questão 108.

## Na Bíblia

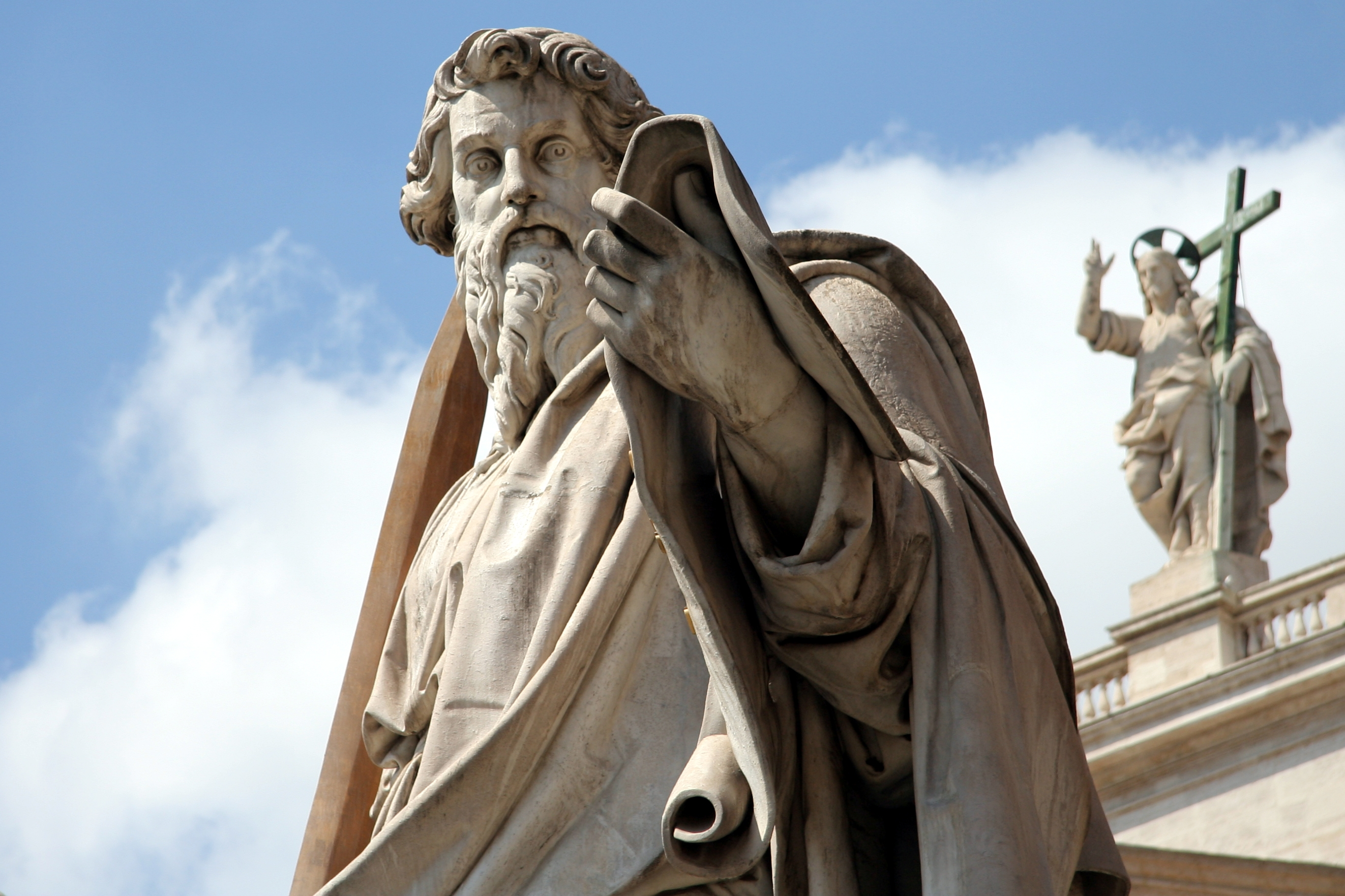
Estátua de São Paulo na Basílica de São Pedro no Vaticano

A inspiração de Pseudo-Dionísio foram diversas passagens do novo testamento como:
Efésios 1:20-21:
Ele manifestou na pessoa de Cristo, ressuscitando-o dos mortos e fazendo-o sentar à sua direita no céu,acima de todo principado, potestade, virtude, dominação e de todo nome que possa haver neste mundo como no futuro.